# Absperrgitter (Imkerei)

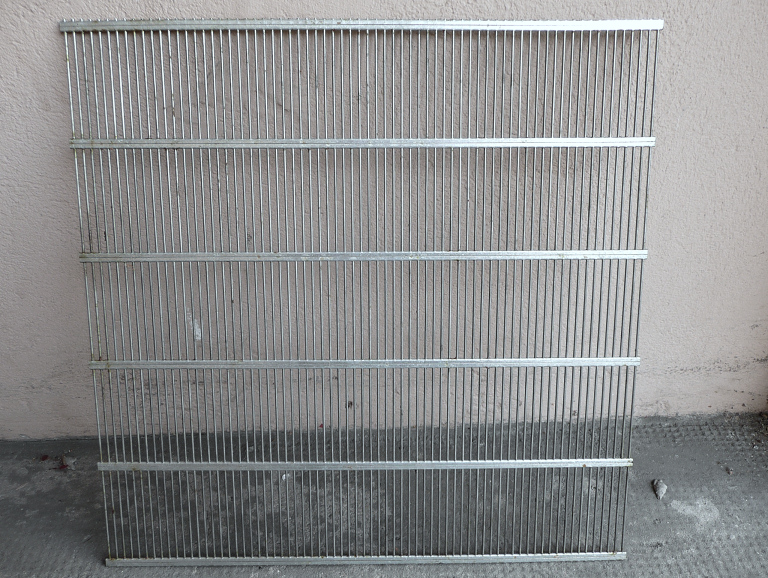
Absperrgitter

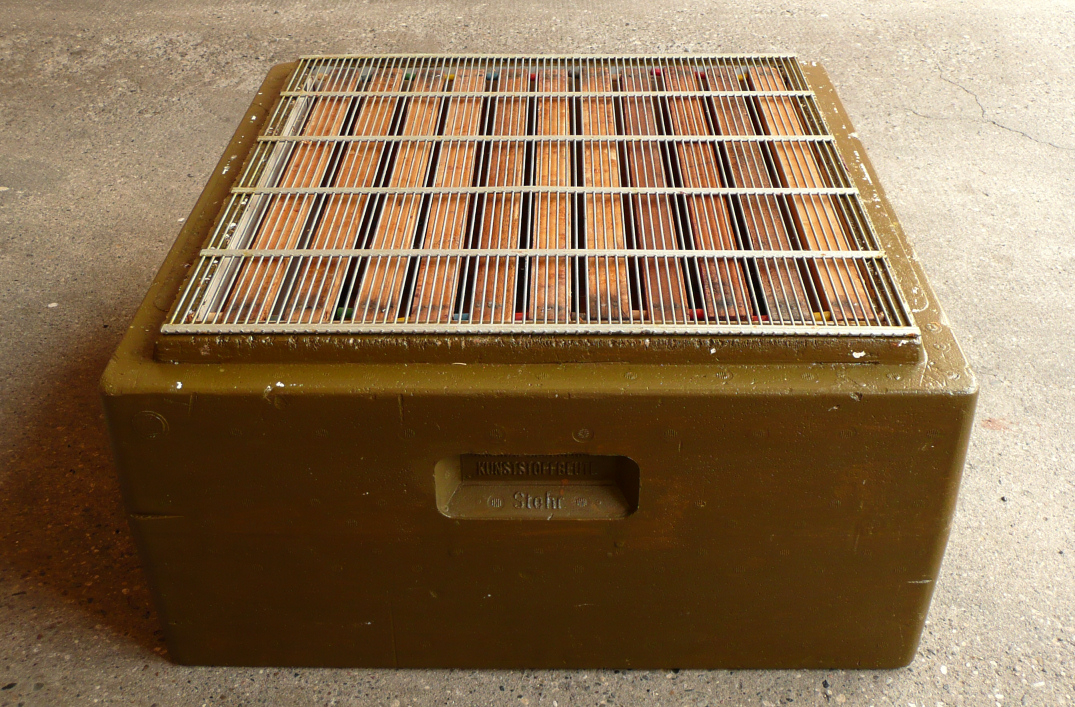
Absperrgitter auf der Zarge einer Magazin-Beute mit Rähmchen

Ein Absperrgitter ist ein Gitter aus Metall oder Plastik innerhalb eines Bienenstocks, das für die Bienenkönigin den Brutraum vom Honigraum trennt. Die Gitterstäbe haben einen Abstand von 4,2 Millimetern, der nur von den kleineren Arbeitsbienen, nicht aber von den größeren Königinnen und den männlichen Drohnen passiert werden kann.

## Entwicklung
Der in Brasilien imkernde Deutsch-Amerikaner Friedrich August Hannemann (1819–1912), der als Erfinder des Königinnenkäfigs gilt, veröffentlichte 1877 in der deutschen Imkerpresse einen Beitrag über ein „Bienensieb“, bestehend aus 2 mm dicken Messingstäben mit einem Durchlass von 4,2 mm. Hannemann stand in Kontakt und Ideenaustausch mit dem Imker und Buchautor Adolf Alberti aus Oberseelbach, der im September 1879 in Prag eine Weiselburg (Absperrung der Königin auf einige Waben) vorstellte, bei der die Absperrung durch ein Blechgitter mit 4,3 mm gestanzten Löchern erreicht wurde. Hieraus entwickelte sich das heute übliche Absperrgitter.

## Funktion
Die Funktion des Absperrgitters besteht darin, dass die Königin nicht vom Brutraum in den Honigraum wechseln kann. Dort würde sie Eier zwischen Vorratszellen mit Honig legen, sodass beim Schleudern Bienenlarven oder Eier mit in den Honig gelangen würden.
Absperrgitter werden bei fast allen Bienenbeuten eingesetzt. Sie befinden sich nicht ganzjährig im Bienenvolk, sondern nur nach dem Aufsetzen des Honigraums in der Trachtzeit während des Frühjahrs und Sommers. Es soll verhindern, dass die größere Königin in den Honigraum kommen kann, um dort Brut anzulegen, So ist gewährleistet, dass der Honigraum brutfrei bleibt.
Einige Imker verzichten auf den Einsatz des Absperrgitters, weil sie es als Hindernis für die natürliche Entfaltung des Bienenvolks ansehen.